# Sumba rubripes
Sumba rubripes är en insektsart som beskrevs av Marius Descamps och Donskoff 1968. Sumba rubripes ingår i släktet Sumba och familjen gräshoppor. Inga underarter finns listade i Catalogue of Life.